# Coldwater (Michigan)
Coldwater é uma cidade localizada no estado americano de Michigan, no Condado de Branch.
O nome significa literalmente "água fria" e alude às baixas temperaturas e esportes de inverno pelas quais o estado de Michigan é famoso.

## Demografia
Segundo o censo americano de 2000, a sua população era de 12.697 habitantes.
Em 2006, foi estimada uma população de 10.653, um decréscimo de 2044 (-16.1%).

## Geografia
De acordo com o United States Census Bureau tem uma área de
21,6 km², dos quais 21,0 km² cobertos por terra e 0,6 km² cobertos por água.

## Localidades na vizinhança
O diagrama seguinte representa as localidades num raio de 20 km ao redor de Coldwater.